# Olympische Sommerspiele 1996/Teilnehmer (Malawi)
| Gelbes Symbol für Goldmedaillen mit stilisierten Olympischen Ringen | Graues Symbol für Silbermedaillen mit stilisierten Olympischen Ringen | Braundes Symbol für Bronzemedaillen mit stilisierten Olympischen Ringen |
| ------------------------------------------------------------------- | --------------------------------------------------------------------- | ----------------------------------------------------------------------- |
| —                                                                   | —                                                                     | —                                                                       |

Malawi nahm bei den Olympischen Spielen 1996 in Atlanta zum fünften Mal an Olympischen Sommerspielen teil. Die Delegation umfasste zwei Athleten.

## Teilnehmer nach Sportart

### Leichtathletik
- Henry Moyo
Männer, 5000 m: in der 1. Runde ausgeschieden (14:30,53 min)
- John Mwathiwa
Männer, Marathon: 65. Platz (2:24:45 h)